# Браян Пінтадо
Браян Данієль Пінтадо Альварес (ісп. Brian Daniel Pintado Álvarez; нар. 29 липня 1995) — еквадорський легкоатлет, який спеціалізується в спортивній ходьбі.

## Спортивні досягнення
Олімпійський чемпіон з ходьби на 20 кілометрів (2024).
Учасник змагань з ходьби на 20 кілометрів на Іграх 2016 року (37-е місце) та 2021 року (12-е місце).
Срібний призер чемпіонату світу з ходьби на 35 кілометрів (2023). Посів 4-е місце на цій дистанції на чемпіонаті світу-2022. Посів 5-е (2022) та 7-е (2023) місця у ходьбі на 35 кілометрів на чемпіонатах світу.
Переможець (2022) та бронзовий призер (2016) в командному заліку командних чемпіонатів світу з ходьби на дистанції 20 кілометрів.
Чемпіон Панамериканських ігор з ходьби на 20 кілометрів (2019) та марафонської естафетної ходьби (2023).
Чемпіон Південноамериканських ігор з ходьби на 20 кілометрів (2022).
Срібний (2020) та бронзовий (2018) призер чемпіонатів Південної Америки зі спортивної ходьби на дистанції 20 кілометрів.
Рекордсмен Південної Америки з ходьби на 35 кілометрів — 2:24.34 (2023).
Чемпіон Еквадору з ходьби на 20 кілометрів (2021) та 35 кілометрів (2022, 2023).

## Сім'я
- Шурин — Клаудіо Вільянуева (нар. 1988) — еквадорський легкоатлет, чемпіон Панамериканських ігор з ходьби на 50 кілометрів (2019).

## Відео
- Виступ Пінтадо на Олімпіаді-2024 на YouTube